# مؤسسة افشاري (ويس)
مؤسسة افشاري (بالفارسية: موس سه افشاری) هي منطقة سكنية تقع في إيران في قسم ويس الريفي. يقدر عدد سكانها بـ 138 نسمة .